# Christus am Ölberge
Christus am Ölberge ist das einzige Oratorium von Ludwig van Beethoven. Das Werk wurde 1803 in Wien uraufgeführt, jedoch erst 1811 veröffentlicht. Daher trägt es im Werkverzeichnis Beethovens die relativ hohe Opuszahl 85.

## Entstehungsgeschichte
Nach Aussagen von Beethovens erstem Biographen Anton Schindler soll der Komponist Christus am Ölberge bereits im Sommer 1801 in Hetzendorf entworfen haben. Dafür gibt es jedoch keinen Anhaltspunkt. Wahrscheinlicher ist, dass er die Komposition erst nach seiner Ernennung zum Hauskomponisten des Theaters an der Wien in Angriff nahm, die im Januar 1803 erfolgte.
Mehrere Beethoven-Biographen, unter anderem Maynard Solomon, Theodore Albrecht und Barry Cooper, vermuten einen Zusammenhang mit Beethovens „Heiligenstädter Testament“, das bereits ein halbes Jahr zuvor im Oktober 1802 entstanden war. Albrecht und Cooper stützen sich dabei auf inhaltliche Parallelen zwischen dem „Heiligenstädter Testament“ und dem Oratorium. Dagegen kam der Beethoven-Forscher Sieghard Brandenburg nach Auswertung von Beethovens Wielhorsky-Skizzenbuch zu dem Ergebnis, dass der Komponist Februar/März und dann wieder Ende März/Anfang April 1803 am Oratorium arbeitete, mithin unmittelbar vor der Uraufführung. Dass das Werk tatsächlich unter erheblichem Termindruck entstand, ergibt sich auch aus der durch Beethoven selbst bezeugten Entstehungszeit von nur zwei Wochen.
Nach den 1790 in Bonn komponierten Vokalwerken Kantate auf den Tod von Kaiser Joseph II. (WoO87) und Kantate zur Erhebung von Leopold II. (WoO 88) war Christus am Ölberge das erste Vokalwerk des Komponisten. Beethoven wählte die Gattung des Oratoriums, weil auf Grund der Fastenzeit die Aufführung von Opern verboten war. Das Libretto stammt vom Wiener Literaten Franz Xaver Huber, der sich auch als Herausgeber der Wiener Zeitung betätigte.
Christus am Ölberge wurde am 5. April 1803, dem Dienstag der Karwoche, in Wien als Teil einer Akademie am Theater an der Wien uraufgeführt, in deren Rahmen auch die 1. Sinfonie, die 2. Sinfonie und das 3. Klavierkonzert erklangen. Beethoven schickte noch am Morgen des Premierentages seinen Schüler Ferdinand Ries mit den Posaunenstimmen zum probenden Orchester, nachdem er diese noch in der Nacht zuvor ausgearbeitet hatte. Der bei den Proben anwesende Fürst Karl Lichnowsky versorgte die erschöpften Musiker mit Butterbroten, kaltem Fleisch und Wein.

## Zur Musik

### Satzbezeichnungen
1. Introduktion (Grave – Adagio) – Rezitativ „Jehova, du, mein Vater!“ – Arie (Allegro) „Meine Seele ist erschüttert!“
2. Rezitativ „Erzittre, Erde, Jehovahs Sohn liegt hier“ – Arie (Larghetto) „Preist des Erlösers Güte“ – Chor (Allegro) „Oh, Heil euch, ihr Erlösten!“
3. Rezitativ „Verkündet, Seraph, mir dein Mund“ – Duett (Adagio molto) „So ruhe denn mit ganzer Schwere“
4. Rezitativ „Willkommen, Tod!“ – Chor (Alla marcia) „Wir haben ihn gesehen“
5. Rezitativ (Tempo della Marcia) „Die mich zu fangen ausgezogen sind“ – Chor (Allegro molto) „Hier ist er, hier ist er“
6. Rezitativ (Molto allegro) „Nicht ungestraft soll der Verwegnen Schar“ – Terzett und Chor (Allegro ma non troppo) „In meinen Adern wühlen“ – Schlusschor (Maestoso – Allegro) „Welten singen“ „Preiset ihn, ihr Engelschöre“

### Handlung
Die Handlung des Oratoriums setzt im Garten Gethsemane ein, als Jesu Verhaftung kurz bevorsteht und dieser seinen Vater um Trost bittet, gleichzeitig aber seinen bevorstehenden Kreuzestod „zum Heil der Menschheit“ willkommen heißt. Als die Krieger auftauchen, um Jesus zu verhaften, bittet dieser seinen Vater, die Leidensstunden mögen „rasch wie die Wolken, die ein Sturmwind treibt“ vorübergehen. Währenddessen flehen die Jünger um Erbarmen. Petrus versucht, Jesus zu retten, wird aber von diesem davon abgehalten. Als Jesus von den Kriegern gepackt wird, beschließt ein Chor der Engel das Werk.

## Wirkung
Die Allgemeine musikalische Zeitung monierte am Tag nach der Uraufführung die hohen Eintrittspreise, verwies aber auf den Erfolg, den Christus am Ölberge beim Publikum fand. Die Zeitschrift für die elegante Welt befand das Werk „im Ganzen gut“, lobte in der Musik „einige vorzügliche Stellen, besonders hat eine Arie des Seraphs mit Posaunenbegleitung vortreffliche Wirkung“, meinte aber, im Text Anleihen an Joseph Haydns Oratorium Die Schöpfung bemerkt zu haben. Die Rezension im Freimüthigen fiel verhalten aus, ebenso wie ein erneuter Bericht in der Allgemeinen musikalische Zeitung Ende Juli: „Beethovens Kantate – hat nicht gefallen“.
Beethoven überarbeitete das Oratorium 1804 zur Passionszeit. Breitkopf & Härtel entschloss sich jedoch – trotz einer Intervention von Fürst Lichnowsky im Frühjahr 1805 – erst im Jahr 1811 zu einer Veröffentlichung. Aus deren Anlass schrieb Beethoven dem Verleger, dass er „mein erstes und frühes Werk in der Art in 14 tägen zwischen allem möglichen tumult und andern unangenehme angstigenden Lebensereignissen (Mein Bruder hatte eben eine Todeskrankheit) geschrieben“ und er „ganz anders ein oratorium schreibe als damals“. Im Rahmen dieser Veröffentlichung versah der Verlag das Werk entgegen Beethovens Widerständen mit einem neuen, von Christian Schreiber verfassten Text.
Musikwissenschaftler Jan Caeyers ist der Ansicht, dass der Misserfolg von Christus am Ölberge weder in der von Beethoven angegebenen Kompositionszeit von zwei Wochen begründet liegt – schließlich seien Werke wie das 1. Klavierkonzert, das Violinkonzert und die Messe in C-Dur auch unter Zeitdruck entstanden –, noch in einer möglicherweise mangelhaften Textvorlage des erfahrenen Librettisten Huber. Caeyers sieht die Gründe unter anderem in einem Mangel an Vorbildern während der vergangenen Jahrzehnte (abgesehen von Haydns Die Schöpfung und Die Jahreszeiten), in einer allzu freien Bearbeitung des Evangelienberichtes durch Beethoven und Huber sowie im Weglassen der Rolle des Erzählers. Einige opernartige Elemente im Oratorium, die laut Caeyers durchaus den Reiz des Oratoriums ausmachten, hätten das Publikum irritiert. Ferner stieß die Interpretation der Figur Jesu Christi sowohl als Gottes Sohn als auch als Mensch, der Angst vor den Qualen der Kreuzigung sowie dem Tod hat, beim Publikum auf Befremden.